# PL-11
PL-11 est un langage de programmation informatique inventé au tout début des années 1970 à l'Organisation européenne pour la recherche nucléaire, appelée CERN de Genève, au moment de l'élaboration du premier collisionneur proton-proton au monde.

## Description
Le PL-11 est un langage de programmation orienté machine de haut niveau écrit pour le miniordinateur le plus vendu de l'époque, le PDP-11 de Digital Equipement. Écrit en Fortran IV, il est similaire à PL360 et est compilé de manière croisée sur d'autres machines. Un rapport décrivant le langage est disponible auprès du CERN. La première version a été écrite pour l'ordinateur CII 10070, un clone du "XDS Sigma 7", construit en France sur une architecture de Scientific Data Systems (SDS), rachetée pour un milliard de dollars en mai 1969 par Xerox.

## Inventeur
Le PL-11 a été développé par RD Russell du CERN en 1971 sur un projet lancé dans la seconde partie des années 1960.

## Contexte
Le PL-11 a été développé à l'origine dans le cadre du projet Omega, une installation de physique des particules opérationnelle au CERN (Genève, Suisse) dans les années 1970, au moment de l'élaboration du premier collisionneur proton-proton au monde. L'objectif était d'analyser en temps réel les clichés très nombreux pris par des capteurs dans les procédures simulatives d'accélération des particules, procurant aux chercheurs en physique des données d'analyse rapide.
Le "projet Omega" est une des composantes de ce grand projet de recherche et une équipe devait produire les logiciels d’acquisition des « photos » prises « au bon moment » et  les remonter vers l'ordinateur Sigma 7, via un réseau de huit mini-ordinateurs PDP "installés tout au long de l’accélérateur".

## Suites
Vers la fin des années 1970, le PL-11 a été porté sur l'IBM 370/168, qui faisait alors partie du centre de calcul du CERN. Par ailleurs, en 1974, il a été porté sur l'ordinateur Burroughs B6700 à l'Université Massey en Nouvelle-Zélande.